# Киев-11
Киев-11 — модель троллейбуса, разработанная КЗЭТом в 1990 году. В 1991—1993 и 1996 было выпущено 15 единиц. 10 экземпляров было собрано на Киевском заводе электротранспорта, 5 — на Минском заводе Белкомунмаш.
Также в 1992—1996 годах на Киевском заводе электротранспорта выпускалась укороченная до 11,6 метра модель Киев-11У. Было выпущено 55 экземпляров. Киев-11 и Киев-11У отличались крайне низким качеством и очень низкой надёжностью, вследствие чего быстро выходили из строя. На 2020 год не эксплуатируется.

## Где эксплуатировался
Троллейбусы Киев-11 эксплуатировались в:
- Киеве (4 экз.+1 опытный)
- Кропивницком (2 экз. списанных из Киева)
- Белой Церкви (3 экз.)

Укороченные К-11у эксплуатировались в:
- Киеве (26 экз.)
- Кропивницком (6 экз., списанных из Киева)
- Белой Церкви (6 экз.)
- Лисичанске (1 экз.)
- Кременчуге (9 экз.)
- Николаеве (2 экз.)
- Черкассах (2 экз.)
- Черновцах (1 экз.)
- Чернигове (2 экз.)
- Хмельницком (1 экз.)
- Минске (3 экз.)

На данный момент ни одного Киев-11 не сохранилось.
Также К-11